# Scranton Apollos
Gli Scranton Apollos sono stati una società di pallacanestro nordamericana, che ha militato nella ABL, nella EPBL e nella EBA dal 1947 al 1977.
Nati nel 1947 come Jersey City Atoms, si sono trasferiti già nella prima stagione a Scranton con il nome di Scranton Miners. Nella ABL vinsero il campionato in due occasioni, nel 1950 e nel 1951, perdendo la finale nel 1952. Quando la ABL fallì nel 1954, si trasferirono nella EPBL, dove vinsero il campionato nel 1956-57. Alla fine della stagione 1969-70 cambiarono nome in Scranton Apollos. Con la nuova denominazione, vinsero subito il titolo nel 1970-71, per ripetersi poi nel 1976-77. Dopo aver concluso vittoriosamente il campionato, si sciolsero.

## Stagioni
| Stagione | Lega | Denominazione                     | V  | P  | %    | Piazzamento | Play-off               |
| -------- | ---- | --------------------------------- | -- | -- | ---- | ----------- | ---------------------- |
| 1947-48  | ABL  | Jersey City Atoms/Scranton Miners | 16 | 16 | 50,0 | 4º          | Semifinale             |
| 1948-49  | ABL  | Scranton Miners                   | 26 | 15 | 63,4 | 2º          | Finale ABL             |
| 1949-50  | ABL  | Scranton Miners                   | 27 | 11 | 71,1 | 1º          | Campioni               |
| 1950-51  | ABL  | Scranton Miners                   | 28 | 8  | 77,8 | 1º          | Campioni               |
| 1951-52  | ABL  | Scranton Miners                   | 24 | 11 | 68,6 | 1º          | Finale ABL             |
| 1952-53  | ABL  | Scranton Miners                   | 12 | 11 | 52,2 | 4º          | Semifinale             |
| 1953-54  |      | non disputata                     |    |    |      |             |                        |
| 1954-55  | EPBL | Scranton Miners                   | 15 | 15 | 50,0 | 3º          | Semifinale             |
| 1955-56  | EPBL | Scranton Miners                   | 14 | 13 | 51,9 | 3º          | Semifinale             |
| 1956-57  | EPBL | Scranton Miners                   | 21 | 9  | 70,0 | 1º          | Campioni               |
| 1957-58  | EPBL | Scranton Miners                   | 18 | 12 | 60,0 | 5º          | -                      |
| 1958-59  | EPBL | Scranton Miners                   | 21 | 7  | 75,0 | 1º          | Finale EPBL            |
| 1959-60  | EPBL | Scranton Miners                   | 15 | 13 | 53,6 | 4º          | Semifinale             |
| 1960-61  | EPBL | Scranton Miners                   | 15 | 13 | 53,6 | 3º          | Semifinale             |
| 1961-62  | EPBL | Scranton Miners                   | 8  | 16 | 33,3 | 7º          | -                      |
| 1962-63  | EPBL | Scranton Miners                   | 11 | 17 | 39,3 | 5º          | -                      |
| 1963-64  | EPBL | Scranton Miners                   | 19 | 9  | 67,9 | 3º          | Semifinale             |
| 1964-65  | EPBL | Scranton Miners                   | 17 | 11 | 60,7 | 3º          | Finale EPBL            |
| 1965-66  | EPBL | Scranton Miners                   | 13 | 15 | 46,4 | 3º          | Semifinale di division |
| 1966-67  | EPBL | Scranton Miners                   | 21 | 7  | 75,0 | 1º          | Finale EPBL            |
| 1967-68  | EPBL | Scranton Miners                   | 16 | 16 | 50,0 | 6º          | -                      |
| 1968-69  | EPBL | Scranton Miners                   | 15 | 12 | 55,6 | 2º          | Semifinale di division |
| 1969-70  | EPBL | Scranton Miners                   | 8  | 19 | 29,6 | 7º          | -                      |
| 1970-71  | EBA  | Scranton Apollos                  | 21 | 7  | 75,0 | 1º          | Campioni               |
| 1971-72  | EBA  | Scranton Apollos                  | 17 | 13 | 56,7 | 2º          | Finale EBA             |
| 1972-73  | EBA  | Scranton Apollos                  | 20 | 12 | 62,5 | 3º          | Semifinale             |
| 1973-74  | EBA  | Scranton Apollos                  | 17 | 11 | 60,7 | 2º          | Finale di division     |
| 1974-75  | EBA  | Scranton Apollos                  | 15 | 14 | 51,7 | 3º          | Semifinale             |
| 1975-76  | EBA  | Scranton Apollos                  | 21 | 5  | 80,8 | 2º          | Semifinale             |
| 1976-77  | EBA  | Scranton Apollos                  | 20 | 6  | 76,9 | 2º          | Campioni               |